# Levunovo
Levunovo (bulgariska: Левуново) är ett distrikt i Bulgarien.   Det ligger i kommunen Obsjtina Sandanski och regionen Blagoevgrad, i den sydvästra delen av landet, 130 km söder om huvudstaden Sofia.
Trakten runt Levunovo består i huvudsak av gräsmarker. Runt Levunovo är det ganska tätbefolkat, med 80 invånare per kvadratkilometer.